# Витимир
Витимир (лат. Vithimiris, гот. Wiþimir, Widumers/𐍅𐌹𐌳𐌿𐌼𐌴𐍂𐍃 — «известный в лесу») — король остготов. 
Витимир часто отождествляется с Винитарием, упоминаемым в генеалогии рода Амалунгов у готского историка Иордана (? — после 551).

## Биография
По сообщению Аммиана Марцеллина, примерно в 375 году н. э., после смерти Германариха, Витимир был избран королём. Витимир некоторое время оказывал сопротивление «аланам», опираясь на другое племя гуннов, которое привлёк за деньги, но при очередном поражении пал в битве.
Иордан в своём труде «О происхождении и деянии гетов» (упрощенно «Гетика»), который, по мнению некоторых исследователей является компиляцией не сохранившейся «Истории готов» Кассиодора, ничего не сообщает о Витимире, а излагает историю следующим образом. Вестготы, которые еще до нападения гуннов на остготов, «следуя какому-то своему намерению» отделились от них и проживали в «западных областях» «в Гесперийских странах», в то время как остготы, после смерти Эрманариха подчиненные власти гуннов, «остались в той же стране». 
Однако Амал Винитарий «удержал все знаки своего господствования», а освобождаясь из под власти гуннов, двинул войско в пределы антов, но в первом сражении был ими побеждён. В дальнейшем, «действуя решительнее, для устрашения», распял их короля Божа с сыновьями и с семьюдесятью старейшинами. Король гуннов Баламбер, не терпя этого, призвав Гезимунда, сына великого Гуннимунда, повёл войска на Винитария. В первом и во втором сражениях победил Винитарий, но в третьем, у реки «Эрак», Баламбер пустил стрелу и убил его, ранив в голову, и, взяв себе в жены племянницу Винитария Вадамерку, стал властвовать над покорённым племенем готов.
Иордан возводит генеалогию Винитария через его отца Валараванса к его деду Вультвульфу, который являлся родным братом Германариха.
По мнению немецкого историка Хервига Вольфрама, имя Винитар (гот. Winiþ-arja букв. «Победитель венедов»), как это обычно бывает с пышными прозвищами, было впоследствии присвоено ему его потомками за победу над славянами-антами, которых германцы именовали "вендами", "виндами", "венедами". По его предположению, Витимир и Винитар являются одним лицом: первый из них, упоминаемый Аммианом Марцеллином, одержав победу над славянами-венедами, получил прозвище Винитар, упоминаемое уже Кассиодором.  А у Аммиана Марцеллина с аланами сражается и Витимир.
Как считает ряд исследователей, Винитар – это обычное германское племенное имя с суффиксом «–(w)ari», подобно имени Baioarii – «бавары», и означающее собственно «славянин». То есть обозначение принадлежности ветерана к военной кампании против славян («Wenden» или «Winden»); иными словами, готский король получил прозвище по имени своих противников. Сын самого Винитария носил имя Вандилиария-Вандалария, то есть «вандала». Это был дед знаменитого Теодориха Великого. 